# Migrazioni alpine
Con migrazioni alpine s'intendono generalmente i flussi migratori di uomini e donne che si realizzano all'interno o a partire dall'arco alpino. Gli studi sulle migrazioni alpine, in particolare dagli anni ottanta e novanta, hanno permesso di rivedere alcuni stereotipi ben fondati riguardanti le migrazioni e gli studi migratori in generale.
In particolare, a essere fortemente rivista è la teoria di una mobility transition, secondo cui la società europea sarebbe passata, fra la fine del settecento e l'inizio del novecento, dalla quasi sedentarietà a tassi elevatissimi di migrazione. In precedenza gli studi sulle migrazioni montane erano stati messi in ombra dal maggior interesse riservato alle migrazioni transoceaniche, in particolare verso l'America Meridionale.
Grazie alla loro riscoperta, nelle scienze antropologiche, storiche e sociali è venuto d'uso chiamare «modello alpino» un modello che cerca spiegazioni non mono-casuali e non limitate a categorie spazio-temporali dei fenomeni migratori. In particolare sono venuti meno approcci basati su modelli «push-pull» o focalizzati sul ruolo catalizzatore svolto dalle città nei confronti della campagna o di aree considerate a torto come più povere, ad esempio la montagna. Come invece avevano già sottolineato diversi studiosi in passato, le emigrazioni dall'arco alpino non erano necessariamente motivate dalla povertà e dal bisogno di incrementare il proprio reddito, ma erano anzi «di qualità», rientrando all'interno di dinamiche complesse dentro e fuori dallo spazio montano.

## Approcci demografici e socio-economici
Gli studi di carattere storico, geografico e antropologico, condotti soprattutto a partire dagli anni ‘80, hanno permesso di rivedere alcuni postulati tanto radicati, quanto errati sulle caratteristiche del popolamento alpino. Rispetto a quanto ritenuto in precedenza, la demografia alpina era caratterizzata da un regime «a bassa pressione» con tassi di mortalità e natalità più bassi che in pianura. La nuzialità - e non l'emigrazione - era l'elemento regolatore del sistema demografico, mentre il paradigma dello squilibrio fra popolazione (eccessiva) e risorse (scarse) perdeva la sua consistenza.
Queste ricerche hanno così messo in discussione l'ipotesi di una montagna «fabbrica» o «serbatoio» di uomini, caratterizzata da una forte emigrazione verso la pianura e le sue aree urbane, in particolare durante il periodo dell'industrializzazione otto-novecentesca. All'interno di strategie famigliari, o di comunità, l'emigrazione dalla montagna diventa più una scelta che una costrizione, un fenomeno attivo e non passivo. D'altro canto, ciò non deve far pensare a una situazione di assoluto equilibrio. Nelle zone a forte emigrazione stagionale (come la Valmaggia nel Ticino dell'Ottocento) il movimento migratorio diventa una causa del sovrappopolamento o ne rappresenta un rischio in occasione di crisi economiche in aree esterne, ma dalle quali l'area montana è legata.
Dal punto di vista socio-economico, gli studi sulla migrazione alpina hanno poi mostrato l'importanza di elementi che male si prestano ad approcci eccessivamente economicisti, basati ovvero sulla dicotomia fra aree povere (repulsive, push) e aree ricche (attrattive, pull). In particolare, la storica Laurence Fontaine ha invitato a considerare alcuni punti chiave che lo studio delle aree montane ha permesso di mettere in luce. In primo luogo, gli individui non devono essere slegati dal contesto politico e dai legami sociali all'interno dei quali sono inseriti, laddove invece tre legami, come la famiglia stretta, la parentela e il clientelismo, possono condizionare movimenti che diventano più collettivi e meno individuali. Il mercato del lavoro delle zone di montagna, ad esempio, può essere controllato da qualche famiglia più potente, che monitora i flussi in uscita. In secondo luogo, l'emergere dei bacini migratori, fortemente caratterizzati dalla geografia e dall'elemento spaziale, è messo in discussione dalle forme del mercato del lavoro e dal ruolo delle istituzioni. Queste ultime, e in particolare lo Stato, hanno influito direttamente sui luoghi dove le manifatture s'installavano e andavano così a giocare un ruolo importante sui movimenti della manodopera. Lo stesso mercato del lavoro, inoltre, si trova segmentato al suo interno e diversi gruppi di varia provenienza, talvolta altamente qualificati, controllando le destinazioni d'arrivo, creando a loro volta élite che minano e vincolano la presunta libertà del mercato del lavoro. Questo fatto invita anche a rivedere stereotipi infondati come una presunta “solidarietà dei migranti”, fatta di legami positivi o neutri, dove invece possiamo ritrovare elementi negativi, legami di dipendenza che possono favorire ma anche sfavorire i migranti nei loro spazi d'azione.

## Emigrazioni femminili
Un aspetto che ha caratterizzato le società alpine è l'emigrazione femminile. Di norma, anche se limitata dalle limitazioni comunitarie, e quindi da spazi ristretti, ciò non ha precluso un movimento più ampio, soprattutto nel caso di persone spinte dalla volontà di cambiare la propria vita.
L'emigrante donna è spinta da una molteplicità di motivazioni (da migliori aspettative di vita a necessità economiche), all'interno di un ciclo di vita (figlia, moglie e madre) e di una biografia interrotta appunto dagli eventi principali della sua vita. Anche durante l'emigrazione, del resto, la donna dipendeva dal posto che occupava nella famiglia d'origine così come in quella acquisita. La sua posizione era quindi giocoforza legata a un sistema di regole sociali che la collocavano all'interno di una società fortemente patriarcale. Fra questi mestieri rientravano ambiti più qualificati o meno qualificati. Fin dall'età moderna erano infatti frequenti correnti le migrazioni stagionali che vedevano coinvolte donne a svolgere attività legate all'agricoltura o ai servizi domestici nelle città d'età moderna. Nondimeno, non mancano esempi di migrazioni più qualificate, come ad esempio nei torcitoi di seta, con maestre e giovani apprendiste («menaresse») coinvolte nel dipanare i fili di seta. In certi casi invece l'estrema povertà poteva portare le donne a chiedere l'elemosina o divenire prostitute, divenendo quest'ultima una scelta che precludeva non poco la possibilità di tornare nella comunità d'origine.
Sarà soprattutto con la fine dell'Ottocento che l'emigrazione femminile alpina assumerà precise connotazioni di autonomi flussi. In parallelo, però, si afferma anche l'idea di una differenza biologica tra i sessi che spinge a limitare la donna all'ambiente domestico, in particolare per le sue funzioni riproduttive. Questo aspetto introduce però il problema che del concetto di famiglia «ristretta» intesa come unità riproduttiva e famiglia «estesa», che comprende anche funzioni più ampie di produzione e consumo. In quest'ultima in particolare s'inserisce la funzione dell'emigrante alpina, all'interno non solo del nucleo familiare ma anche del più vasto cerchio della parentela.

## Casi di studio

### L'emigrazione dalla Carnia in età moderna
Durante l'età moderna la Carnia era uno dei più vasti distretti montani della Repubblica di Venezia, il cui centro principale era Tolmezzo. Il territorio era sfruttato in prevalenza con pascolo e boschi collettivi, mentre le aree coltivate a grano erano assai limitate. Le principali risorse economiche delle vallate erano pertanto l'allevamento, la silvicoltura e l'emigrazione. Grazie a un censimento del 1679, compiuto in occasione di un'epidemia di peste scoppiata a Vienna, è stato possibile stimare in 1.690 (fra cui 49 donne) persone al momento ‘emigranti’ che, su un totale presunto di 21.000 abitanti, significava una quota maggiore all'8% della popolazione e al 25% dei maschi maggiori di quindici anni.
Le principali correnti migratorie dalla Carnia erano due. La prima, di gran lunga la più importante, era costituita in prevalenza da mercanti ambulanti, i famosi «Cramars». Provenienti da villaggi e vallate della Carnia, costoro si dirigevano in larga parte verso nord, verso l'Impero Austriaco e la Germania meridionale. Con alle spalle il «crame» o «crassigne», un mobiletto in legno dotato di cassetti, giravano le zone predette vendendo merci svariate, in particolare tele, passamanerie, cimosse, cinture, fustagni, sete veneziane, ma anche spezie, medicinali o materie prime per fabbricarli, come il cremor tartaro. Il secondo flusso migratorio era di carattere più artigianale. Partendo da varie valli, e in particolare dalla zona vicino Tolmezzo, questi individui si recavano verso il Veneto e i principati vescovili di Trento e Bressanone. Abili nella tessitura e nella confezione di capi d'abbigliamento, i carnici erano specialisti nella tessitura di tele di lino. Si trattava di una filiera vera e propria, che riguardava aree d'emigrazione e luoghi di residenza. Se si acquistava nella vicina Carinzia o nella lontana Slesia il lino, la filatura era effettuata a domicilio da parte delle donne rimaste al villaggio nel corso dei lunghi inverni. La tessitura e la vendita era nuovamente effettuata grazie ai movimenti migratori che favorivano la circolazione delle conoscenze e la diffusione d'innovazioni. Non a caso, sarà proprio in queste aree che si svilupparono, durante la seconda metà del Settecento alcune fra le iniziative imprenditoriali innovative del settore. Alcuni mercanti industriosi, come Giacomo Linussio e Lorenzo Foramiti, riuscirono a sviluppare vere e proprie filiere produttive in loco, sfruttando i vantaggi competitivi grazie all'emigrazione stagionale dei tessitori cargnelli.
Sulla base dei dati demografici, la fine dell'Antico regime sembra creare una prima cesura nell'emigrazione carnica. Da un lato vi fu un rallentamento dell'emigrazione dei «cramars», mentre nel caso dei tessitori sembrerebbe perdurare per diverso tempo anche oltre il finire del Settecento. Dopo un breve periodo di stasi, e per la crisi del settore tessile nell'area, la domanda di manodopera nei settori dell'edilizia cambio radicalmente spazi e luoghi dell'emigrazione carnica fino, quantomeno, alla prima guerra mondiale.